# Meistriliiga de 2020
A Meistriliiga de 2020 (conhecido como A. Le Coq Premium Liiga, por motivos de patrocínio) é a 30ª edição da Meistriliiga, a principal divisão do campeonato estoniano de futebol. A competição teve início em 6 de março e estava previsto para término em 7 de novembro.
A temporada foi suspensa após a primeira rodada devido à pandemia de COVID-19. Todos os jogos foram cancelados até o dia 1 de maio e foi anunciado que em 19 de maio os jogos seriam retomados sem a presença do público e em 1 de julho foi autorizado a reabertura dos estádios ao público em todo o país, mas com um limite de 1.000 pessoas – incluindo jogadores, comissão técnica, policiamento, médicos e demais funcionários essenciais para uma partida de futebol – por partida e respeitando todos os protocolos de saúde.
O Flora está defendendo o título. O canal de televisão estoniano, ETV2 e ETV+, além do soccernet.ee, transmitem o campeonato.

## Equipes
Dez equipes competem na liga, nove remanescentes da Meistriliiga de 2019 e o campeão da Esiliiga de 2019, Legion. O Legion debutou na elite estoniana após três promoções consecutivas, da quarta para a primeira divisão. O Maardu Linnameeskond foi rebaixado para a Esiliiga de 2020 após terminar em último na temporada passada, já o Kuressaare venceu o playoff de rebaixamento contra o vice-campeão da Esiliiga de 2019, Vaprus.
| Equipe              | Localização | Estádio                   | Capacidade |
| ------------------- | ----------- | ------------------------- | ---------- |
| FCI Levadia         | Tallinn     | A. Le Coq Arena           | 14.336     |
| Flora               | Tallinn     | A. Le Coq Arena           | 14.336     |
| Kuressaare          | Kuressaare  | Kuressaare linnastaadion  | 1.000      |
| Legion              | Tallinn     | Kadrioru staadion         | 5.000      |
| Narva Trans         | Narva       | Narva Kreenholmi staadion | 1.065      |
| Nõmme Kalju         | Tallinn     | Hiiu Staadion             | 650        |
| Paide Linnameeskond | Paide       | Paide linnastaadion       | 268        |
| Tallinna Kalev      | Tallinn     | Kadriorg Staadion         | 5.000      |
| Tammeka             | Tartu       | Tamme Staadion            | 1.500      |
| Tulevik             | Viljandi    | Viljandi linnastaadion    | 1.084      |

## Tabela
| Pos | Time                | J  | V  | E | D  | GP | GC | SG  | Pts | Qualificação                                                 |
| --- | ------------------- | -- | -- | - | -- | -- | -- | --- | --- | ------------------------------------------------------------ |
| 1   | Flora               | 15 | 13 | 1 | 1  | 40 | 11 | +29 | 40  | 1ª Fase Qualificatória da Liga dos Campeões de 2021–22       |
| 2   | Nõmme Kalju         | 15 | 9  | 2 | 4  | 28 | 10 | +18 | 29  | 1ª Fase Qualificatória da Liga Conferência Europa de 2021–22 |
| 3   | FCI Levadia         | 14 | 7  | 3 | 4  | 32 | 22 | +10 | 24  |                                                              |
| 4   | Tulevik             | 14 | 8  | 0 | 6  | 21 | 21 | 0   | 24  |                                                              |
| 5   | Paide Linnameeskond | 14 | 8  | 0 | 6  | 29 | 20 | +9  | 24  |                                                              |
| 6   | Tammeka             | 15 | 4  | 4 | 7  | 15 | 24 | -9  | 16  |                                                              |
| 7   | Kuressaare          | 14 | 4  | 3 | 7  | 15 | 25 | -10 | 15  |                                                              |
| 8   | Narva Trans         | 14 | 3  | 4 | 7  | 17 | 22 | -5  | 13  |                                                              |
| 9   | Legion              | 14 | 2  | 4 | 8  | 7  | 20 | -13 | 10  | Playoff de Rebaixamento                                      |
| 10  | Tallinna Kalev      | 15 | 2  | 3 | 10 | 8  | 37 | -29 | 9   | Esiliiga de 2021                                             |

Fonte: Premium liiga
Critérios de desempate: 1) Pontos; 2) Menor número de partidas renunciadas; 3) Confronto direto; 4) Confronto direto (saldo de gols); 5) Vitórias; 6) Saldo de gols; 7) Gols-pró; 8) Gols marcados como visitante; 9) Fairplay

## Resultados
Cada time jogará contra todos quatro vezes, duas em casa e duas fora. Um total de 180 partidas serão jogadas com 36 partidas cada um.
| Casa / Fora | LEV  | FLO  | KUR  | LEG  | NAR  | KAL  | PAI  | KAL  | TAM  | TUL  |
| ----------- | ---- | ---- | ---- | ---- | ---- | ---- | ---- | ---- | ---- | ---- |
| Levadia     |      | 1–3  | 1–0  | 4–0  | 18ªR | 1–1  | 4–1  | 4–0  | 2–2  | 15ªR |
| Flora       | 4–0  |      | 16ªR | 3–1  | 3–1  | 2–1  | 3–1  | 3–0  | 0–0  | 3–0  |
| Kuressaare  | 17ªR | 0–4  |      | 0–0  | 3–2  | 0–2  | 18ªR | 2–2  | 2–4  | 3–0  |
| Legion      | 0–2  | 18ªR | 1–1  |      | 0–0  | 17ªR | 15ªR | 0–0  | 0–1  | 0–2  |
| Narva       | 4–4  | 2–3  | 15ªR | 2–0  |      | 0–1  | 1–0  | 17ªR | 0–1  | 0–2  |
| Kalju       | 2–0  | 1–2  | 1–0  | 1–2  | 16ªR |      | 0–1  | 2–0  | 1–1  | 18ªR |
| Paide       | 4–2  | 1–3  | 2–0  | 2–0  | 2–1  | 1–3  |      | 16ªR | 3–0  | 1–2  |
| Kalev       | 0–4  | 0–3  | 0–2  | 1–0  | 1–1  | 0–4  | 1–8  |      | 18ªR | 0–2  |
| Tammeka     | 16ªR | 17ªR | 1–2  | 1–3  | 2–2  | 0–2  | 0–2  | 0–2  |      | 2–1  |
| Tulevik     | 1–3  | 2–1  | 5–0  | 16ªR | 0–1  | 0–6  | 17ªR | 2–1  | 2–0  |      |

| Casa / Fora | LEV | FLO | KUR | LEG | NAR | KAL | PAI | KAL | TAM | TUL |
| ----------- | --- | --- | --- | --- | --- | --- | --- | --- | --- | --- |
| Levadia     |     |     |     |     |     |     |     |     |     |     |
| Flora       |     |     |     |     |     |     |     |     |     |     |
| Kuressaare  |     |     |     |     |     |     |     |     |     |     |
| Legion      |     |     |     |     |     |     |     |     |     |     |
| Narva       |     |     |     |     |     |     |     |     |     |     |
| Kalju       |     |     |     |     |     |     |     |     |     |     |
| Paide       |     |     |     |     |     |     |     |     |     |     |
| Kalev       |     |     |     |     |     |     |     |     |     |     |
| Tammeka     |     |     |     |     |     |     |     |     |     |     |
| Tulevik     |     |     |     |     |     |     |     |     |     |     |

### Maiores goleadores
Atualizado em 01 de agosto.
| Pos | Jogador            | Clube   | Gols |
| --- | ------------------ | ------- | ---- |
| 1   | Rauno Sappinen     | Flora   | 16   |
| 2   | Pavel Marin        | Tulevik | 9    |
| 3   | Vladyslav Khomutov | Kalju   | 8    |
| 4   | Siim Luts          | Paide   | 7    |
| 5   | Kaspar Paur        | Kalju   | 6    |
| 5   | Chinedu Geoffrey   | Narva   | 6    |
| 5   | Edrisa Lubega      | Paide   | 6    |

### Triplete
| Jogador        | Clube               | Contra        | Placar  | Data       |
| -------------- | ------------------- | ------------- | ------- | ---------- |
| Joseph Saliste | Paide Linnameeskond | Tallina Kalev | 8–1 (F) | 7 de março |
| Kaspar Paur    | Nõmme Kalju         | Tulevik       | 6–0 (F) | 31 de maio |